# نسبة الذكاء وثروات الشعوب

غلاف الكتاب

نسبة الذكاء وثروات الشعوب (بالإنجليزية: IQ and the Wealth of Nations)‏ كتاب للمؤلفين ريتشارد لين وتاتو فانهانن صدر سنة 2002 يتناول العلاقة بين معدل نسبة الذكاء للشعوب والدخل المتوسط للشعب. حيث أن الأطروحة الأساسية في هذا الكتاب هي أن ارتباط بدرجة ما بين بين متوسط نسبة الذكاء والناتج المحلي الإجمالي للدول.
الكتاب تعرض لقدر كبير من النقد تناول البيانات التي اعتمد عليها ومنهاجية الكتاب والنتائج التي زعم إثباتها.

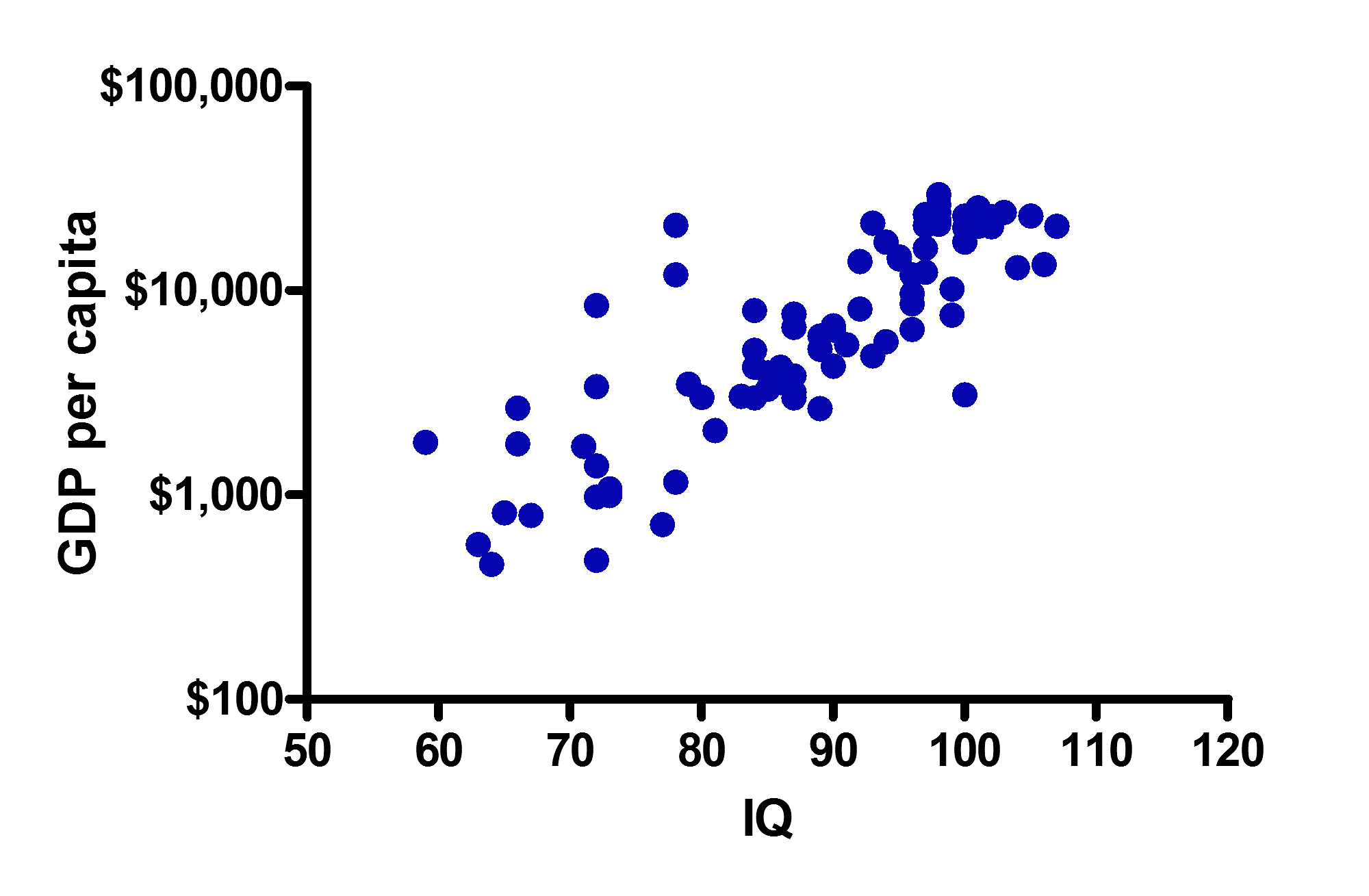
الأطروحة الأساسية في هذا الكتاب هي العلاقة بين متوسط نسبة الذكاء والناتج المحلي الإجمالي في 81 دولة، وهذا الرسم البياني بين العلاقة المباشرة بينهم